# Coenagrion angulatum
Coenagrion angulatum – gatunek ważki z rodziny łątkowatych (Coenagrionidae). Występuje na terenie Ameryki Północnej.